# They singular

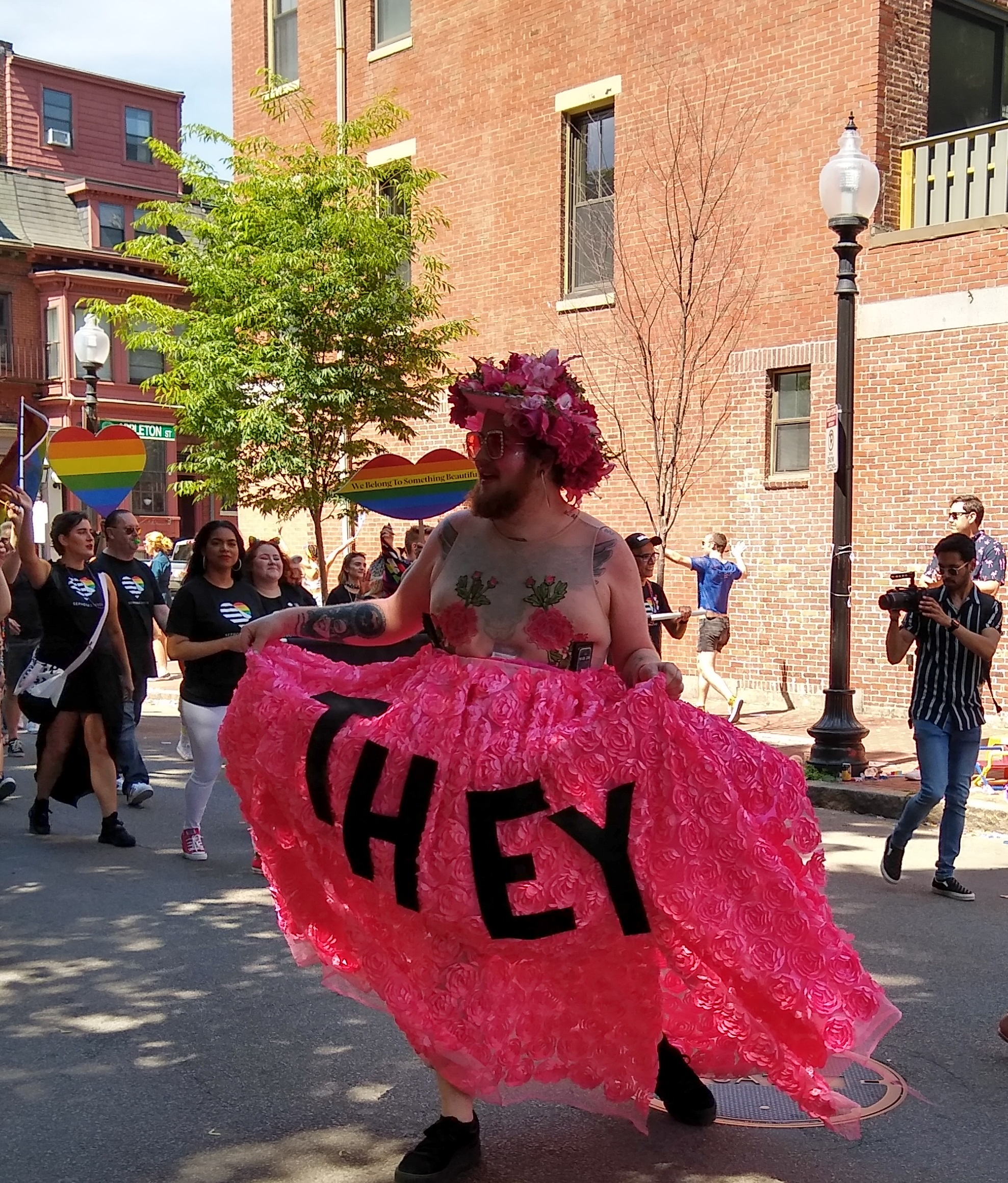
Proponente do pronome they representa alguém que não se identifica com um gênero binário, em uma parada LGBT em Boston

O they singular é o uso em inglês do pronome they ou as suas formas flexionadas ou derivadas, them, their, theirs e themselves (ou themself), como um pronome singular epiceno (neutro em género) de terceira pessoa. Geralmente ocorrendo com um antecedente não especificado.
O they é comummente empregado no inglês quotidiano e ganhou aceitação em contextos oficiais. O they singular é criticado desde meados do século XVIII por comentaristas prescritivos que o consideram um erro. O seu uso continuado no inglês moderno tem se tornado mais comum e formalmente aceito com a mudança para uma linguagem neutra em género, embora muitos guias de estilo continuem a descrevê-lo como coloquial e menos apropriado na escrita formal.
No início do século XXI, começou-se a fazer uso do they singular em referência a indivíduos especificados, para pessoas não-binárias, havendo pessoas que fazem uso de they singular como pronome auxiliar, como Melanie Martinez e Halsey, que se descrevem com she/they mas não se pronunciaram em relação a identidade de gênero, e Elliot Page, que usa he/they e se descreve como queer e transgénero.
They neste contexto foi nomeado Word of the Year em 2015 pela American Dialect Society, e em 2019 por Merriam-Webster. Em 2020, a American Dialect Society também a selecionou como Word of the Decade para os anos 2010.

## Formas flexionadas e pronomes derivados
O they singular permite um antecedente singular, mas é usado com as mesmas formas verbais (plurais) do they plural e tem as mesmas formas flexionadas do they plural (them, their e theirs), exceto que, na forma reflexiva, themself é por vezes utilizado em vez de themselves.
Themself tem seu uso atestado entre os séculos XIV e XVI. Tem sido mais utilizado desde os anos 1970 ou 1980, embora às vezes ainda seja classificado como "uma forma minoritária".  Em 2002, Payne e Huddleston, na The Cambridge Grammar of the English Language, chamaram o seu uso no dialeto padrão de "raro e aceitável apenas para uma minoria de falantes", mas afirmaram que provavelmente aumentaria com a crescente aceitação de they como pronome singular. 
Propostas neolinguísticas, como o neopronome de Spivak, também surgiram, ey/eir/eirs/em/emself é uma das variações derivadas mais parecida com o they singular, sem o prefixo th.

## Theysingular e linguagem neutra em género
O pronome they singular enfrenta resistência de uma parcela dos anglófonos, sendo visto como uma aberração gramatical ocasionada pelo politicamente correto.
Apoiadores do they singular, notadamente grupos feministas, apontam que ele permite eliminar da língua inglesa estruturas sexistas, evitando o uso do “he” ou “she”, abstendo-se de uma concepção morta da sexualidade humana. É importante também o uso desse pronome por pessoas com identidades de gênero que não são masculinas nem femininas, como uma maneira de substituir os pronomes he e she, como no seguinte exemplo:
- "This is my friend, Jay. I met them at work. They are a talented artist."

Este debate pode parecer estritamente gramatical, mas abrange outros temas como o politicamente correto, a igualdade de género e a influência que a língua tem sobre a concepção de mundo de seus falantes (ver Relativismo linguístico).